# Squadra turca di Fed Cup
La squadra turca di Fed Cup (Türkiye Fed Kupası Takımı) rappresenta la Turchia nella Fed Cup, ed è posta sotto l'egida della Türkiye Tenis Federasyonu.
Essa partecipa alla competizione dal 1991, e ad oggi il suo miglior risultato è stato il raggiungimento del gruppo I della zona Euro-Africana.

## Risultati
| = Incontro del Gruppo Mondiale |

### 2010-2019
| Anno | Turno                          | Data       | Sede           | Avversario    | Punteggio | Esito     |
| ---- | ------------------------------ | ---------- | -------------- | ------------- | --------- | --------- |
| 2010 | Gruppo III, Fase a gironi      | 21 aprile  | Il Cairo (EGY) | Egitto        | 3 – 0     | Vittoria  |
| 2010 | Gruppo III, Fase a gironi      | 22 aprile  | Il Cairo (EGY) | Moldavia      | 3 – 0     | Vittoria  |
| 2010 | Gruppo III, Playoff promozione | 24 aprile  | Il Cairo (EGY) | Algeria       | 3 – 0     | Vittoria  |
| 2011 | Gruppo II, Fase a gironi       | 4 maggio   | Il Cairo (EGY) | Bosnia-E.     | 0 – 3     | Sconfitta |
| 2011 | Gruppo II, Fase a gironi       | 5 maggio   | Il Cairo (EGY) | Armenia       | 3 – 0     | Vittoria  |
| 2011 | Gruppo II, Fase a gironi       | 6 maggio   | Il Cairo (EGY) | Georgia       | 0 – 3     | Sconfitta |
| 2011 | Gruppo II, Play-out            | 7 maggio   | Il Cairo (EGY) | Marocco       | 2 – 0     | Vittoria  |
| 2012 | Gruppo II, Fase a gironi       | 18 aprile  | Il Cairo (EGY) | Lettonia      | 2 – 1     | Vittoria  |
| 2012 | Gruppo II, Fase a gironi       | 19 aprile  | Il Cairo (EGY) | Norvegia      | 3 – 0     | Vittoria  |
| 2012 | Gruppo II, Fase a gironi       | 20 aprile  | Il Cairo (EGY) | Georgia       | 0 – 3     | Sconfitta |
| 2012 | Gruppo I, Playoff promozione   | 21 aprile  | Il Cairo (EGY) | Sudafrica     | 3 – 0     | Vittoria  |
| 2013 | Gruppo I, Fase a gironi        | 6 febbraio | Eilat (ISR)    | Israele       | 1 – 2     | Sconfitta |
| 2013 | Gruppo I, Fase a gironi        | 7 febbraio | Eilat (ISR)    | Polonia       | 0 – 3     | Sconfitta |
| 2013 | Gruppo I, Fase a gironi        | 8 febbraio | Eilat (ISR)    | Romania       | 2 – 1     | Vittoria  |
| 2013 | Gruppo I, Play-out             | 9 febbraio | Eilat (ISR)    | Georgia       | 2 – 1     | Vittoria  |
| 2014 | Gruppo I, Fase a gironi        | 4 febbraio | Budapest (HUN) | Bielorussia   | 0 – 3     | Sconfitta |
| 2014 | Gruppo I, Fase a gironi        | 6 febbraio | Budapest (HUN) | Bulgaria      | 2 – 1     | Vittoria  |
| 2014 | Gruppo I, Fase a gironi        | 7 febbraio | Budapest (HUN) | Portogallo    | 1 – 2     | Sconfitta |
| 2014 | Gruppo I, Playoff 9º-12º posto | 9 febbraio | Budapest (HUN) | Croazia       | 1 – 2     | Sconfitta |
| 2015 | Gruppo I, Fase a gironi        | 4 febbraio | Budapest (HUN) | Ucraina       | 1 – 2     | Sconfitta |
| 2015 | Gruppo I, Fase a gironi        | 5 febbraio | Budapest (HUN) | Gran Bretagna | 2 – 1     | Vittoria  |
| 2015 | Gruppo I, Fase a gironi        | 6 febbraio | Budapest (HUN) | Liechtenstein | 3 – 0     | Vittoria  |
| 2015 | Gruppo I, Playoff 5º-8º posto  | 7 febbraio | Budapest (HUN) | Georgia       | 2 – 1     | Vittoria  |